# 5535 Annefrank
5535 Annefrank /ˌæn ˈfræŋk/ là một tiểu hành tinh chính vành đai trong thuộc nhóm Augusta. Nó được phát hiện bởi Karl Reinmuth năm, và được đặt theo tên Anne Frank.